# Gerda Rydell
Berta Gerda Lovisa Rydell, född 29 mars 1894 i Bredaryds församling, Jönköpings län, död 3 december 1982 i Örebro, var en svensk pedagog och litteraturhistoriker.
Gerda Rydell var dotter till lantbrukaren Anders Peter Rydell. Hon avlade studentexamen vid Göteborgs gymnasium för flickor 1913, blev filosofie magister vid Uppsala universitet 1917 samt filosofie licentiat vid Stockholms högskola och filosofie doktor där 1928. Hon var lärarinna vid Jönköpings elementarskola för flickor 1918–1919 samt vid Saltsjöbadens Samskola 1920–1924 och 1925–1927. 1924–1925 var hon extraordinarie lektor vid Kalmar folkskoleseminarium. Rydell tjänstgjorde därefter 1929–1946 som lektor i modersmålet och historia vid Södertälje läroverk och var från 1946 rektor vid Högre allmänna läroverket för flickor i Örebro. Hon var 1932–1938 ordförande i Sveriges akademiskt bildade kvinnors skolsektion och från 1936 ledamot av styrelsen för Läroverkslärarnas riksförbund. 1938–1946 var Rydell stadsfullmäktig i Södertälje som representant för Högern. 1949 erhöll hon Illis quorum. Rydells doktorsavhandling Adertonhundratalets historiska skådespel i Sverige före Strindberg (1938) fäste tonvikt vid denna dramatiks allmänna drag. Hon utgav även Henrik Ibsen (1932), en populär framställning av Ibsens liv och diktning.